# John Peng Weizhao
John Peng Weizhao (chiń. 彭衛照; ur. w 1966) – chiński duchowny katolicki, biskup Yujiang od 2014.

## Życiorys
Został wybrany biskupem ordynariuszem Yujiang. Sakrę biskupią przyjął z mandatem papieskim 10 kwietnia 2014. 